# ヘネラル・ロドルフォ・サンチェス・タボアダ国際空港
ヘネラル・ロドルフォ・サンチェス・タボアダ国際空港 （Aeropuerto Internacional General Rodolfo Sánchez Taboada(IATA: MXL, ICAO: MMML)） は、メキシコ合衆国バハ・カリフォルニア州メヒカリにある国際空港である。一般にメヒカリ国際空港と呼ばれる。メキシコ最北の空港であり、付近にはアメリカ＝メキシコ国境がある。空港の名称は、メキシコ軍高官でバハ・カリフォルニア州知事であった、ロドルフォ・サンチェス・タボアダにちなむ。

## 概要
メヒカリ国際空港は、メヒカリ市の東20kmに位置する。空港の面積は535ヘクタールで、全長2600メートル・幅45メートルのアスファルト舗装滑走路があり、ボーイング737・ボーイング757・エアバスA320などの航空機に対応できるように設計されている。それぞれ長さが385メートルと460メートルの幅23メートル誘導路を備える。
空港には、商用航空機３機分の駐機場を備えた水硬性コンクリート舗装のエプロンと、ゼネラル・アビエーション24機分の駐機場と３つのヘリパッドを備えたアシファルト舗装エプロンがある。この他に、消火・救難航空機用施設、機械室、航空灯火、管制塔、３つの格納庫、水処理施設がある。
2018年に就航した新規路線の貢献により、同年には国内の空港で最大の成長を遂げた。 2019年には、119万1920人の旅客を取り扱った。

## 就航路線
| 航空会社         | 就航地 |
| ---------------- | --- |
| ボラリス         | メキシコシティ、チワワ、クリアカン、グアダラハラ、エルモシージョ、レオン、メキシコシティ、モンテレイ、 モレリア |
| カラフィア航空   | クリアカン、ラ・パス                                                                                            |
| TAR航空          | クリアカン、エルモシージョ                                                                                      |
| ビバアエロブス   | グアダラハラ、モンテレイ                                                                                        |
| アエロメヒコ航空 | メキシコシティ                                                                                                  |

## 混雑路線
| ランク | 都市                 | 乗客    | ランキング | 航空会社                                       |
| ------ | -------------------- | ------- | ---------- | ---------------------------------------------- |
| 1      | メキシコシティ       | 224,752 | 1          | アエロメヒコ、アエロメヒコ・コネクト、ボラリス |
| 2      | グアダラハラ         | 216,070 | 1          | ビバアエロブス、ボラリス                       |
| 3      | クリアカン           | 57,416  | 増減なし   | カラフィア航空、TAR航空、ボラリス              |
| 4      | モンテレイ           | 39,115  | 増減なし   | ビバアエロブス、ボラリス                       |
| 5      | レオン               | 14,897  | 2          | ボラリス                                       |
| 6      | エルモシージョ       | 7,925   | 増減なし   | TAR航空                                        |
| 7      | チワワ               | 7,591   |            | ボラリス                                       |
| 8      | モレリア             | 6,646   | 3          | ボラリス                                       |
| 9      | ラ・パス             | 1,227   |            | カラフィア航空                                 |
| 10     | シウダー・オブレゴン | 100     | 1          |                                                |

## ギャラリー

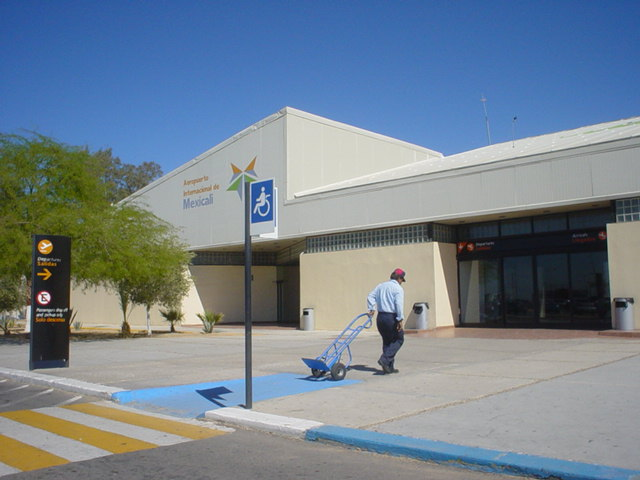
メインターミナル正面。
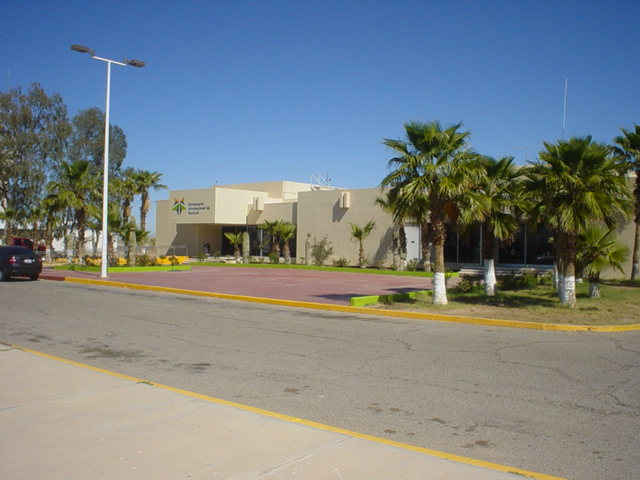
ゼネラル・アビエーションターミナルと空港長事務所。
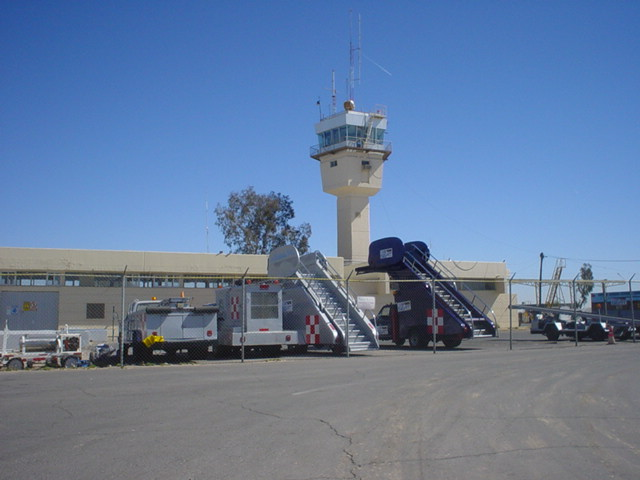
管制塔。
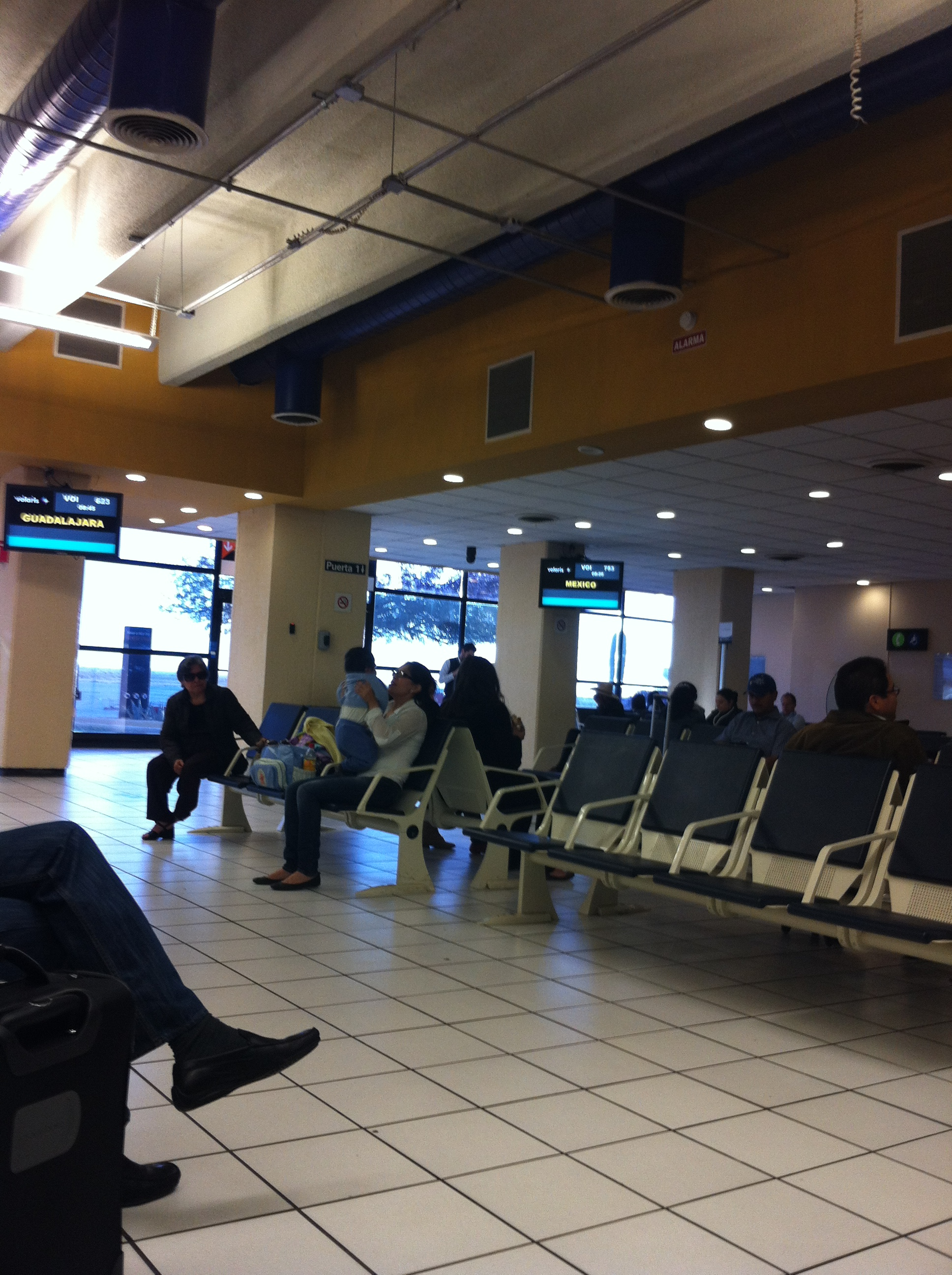
空港ゲート。

## 内部リンク
- 2012年のボーイング727衝突実験 - 実験に使用されたボーイング727が当空港から離陸した。